# Rudolf Mattersdorfer
Rudolf Mattersdorfer (* 17. April 1856 in Kaindorf; † 13. März 1943 in Steindorf am Ossiacher See) war ein österreichischer Bürgerschuldirektor und Politiker.

## Leben
Mattersdorfer war der uneheliche Sohn des Besitzers der Leitgeb-Realität Franz Stromberger (* 7. Januar 1835) und der Aloisia Mattersdorfer (* 20. Juni 1836; † 4. Juni 1912). Er war römisch-katholisch und blieb ledig. Er war Trauzeuge von Georg Lora.
Mattersdorfer besuchte die Lehrerbildungsanstalt in Klagenfurt und legte 1876 die Matura ab. Er wurde Lehrer in Klagenfurt und erhielt 1899 die vierte Dienstalterszulage verliehen. Von 1900 bis 1919 war er Direktor der Knaben-Bürgerschule in St. Veit und erhielt 1904 die fünfte Dienstalterszulage. Ab 1908 war er auch Leiter der Mädchen-Bürgerschule. 1919 erfolgte die Pensionierung, bevor er 1923 in den dauernden Ruhestand versetzt wurde.
Er war vielfach ehrenamtlich tätig. So war er II. Kassamitsperrer des Kärntischen Lehrer-Witwen- und Waisen-Unterstützungsvereins, ab 1900 Ausschussmitglied des „Deutschösterreichischen Lehrerbundes“, Schriftführer des kärntischen Landes-Lehrervereins, Mitglied der St. Veiter Ortsgruppe der „Südmark“, ab 1902 Vorstand-Stellvertreter des St. Veiter Turnvereins und 1914 Vorstand des Gabelsberger-Stenographenvereines in St. Veit.
Im Jahr 1917 erhielt er das Zivilkreuz für Zivilverdienste 3. Klasse und 1922 den Titel „Schulrat“.

## Politik
Mattersdorfer war Mitglied des Gemeinderates in St. Veit a. D. Glan und wurde 1905 dort Vizebürgermeister. Von 1905 bis 1911 und von 1912 bis 1918 war er Mitglied des Landesschulrates für Kärnten. 
Vom 16. April 1903 bis zum 2. Februar 1909 war er Abgeordneter im Kärntner Landtag für den Wahlkreis STM 3 St. Veit. Im Landtag war er Obmann des Finanzausschusses, Mitglied des politisch-juridischen Ausschusses und gehörte dem Klub DVP an.